# Stengårdshults distrikt
Stengårdshults distrikt är ett distrikt i Gislaveds kommun och Jönköpings län. Distriktet ligger omkring Stengårdshult i västra Småland.

## Tidigare administrativ tillhörighet
Distriktet inrättades 2016 och utgörs av socknen Stengårdshult i Gislaveds kommun.
Området motsvarar den omfattning Stengårdshults församling hade vid årsskiftet 1999/2000.

## Tätorter och småorter
I Stengårdshults distrikt finns inga tätorter eller småorter.